# József Jáky
József Jáky (* 15. Juli 1893 in Szeged; † 13. September 1950 in Hévíz) war ein ungarischer Bauingenieur für Grundbau und Bodenmechanik.

## Leben
Jáky studierte in Budapest Bauingenieurwesen und wurde dort 1925 promoviert. Unter dem Einfluss von Karl von Terzaghi, dessen Labor am Massachusetts Institute of Technology er 1927 ein Jahr besuchte, wandte er sich der Bodenmechanik zu und baute nach Terzaghis Vorbild 1928 eines der ersten europäischen Laboratorien für Bodenmechanik an der TU Budapest auf, wo er Professor wurde. Er ist für die Lösung von Erddruckproblemen bekannt und behandelte das Problem der Böschungsstabilität.
Er war Mitglied der ungarischen Akademie der Wissenschaften.
Zu seinen Schülern zählt Árpád Kézdi.